# 마쓰히사역
마쓰히사역(일본어: 松久駅, まつひさえき)은 일본 사이타마현 고다마군 마사토 정에 있는 동일본 여객철도(JR동일본) 하치코 선의 역이다.

## 타는 곳
|               | ■하치코 선 | 요리이・오가와마치・고마카와 방면 |
| 다카사키 방면 | ■하치코 선 |                                   |

## 인접역
동일본 여객철도
■하치코 선
요도 - 마쓰히사 - 고다마